# Inhumate
Inhumate je francouzská grindcore/death metalová hudební skupina z obce Brumath v Alsasku založená roku 1990 baskytaristou Fredem Antonem.
Debutní studiové album vyšlo roku 1996 a nese název Internal Life.

## Diskografie

### Dema
- Abstract Suffering (1993)
- Grind Your Soul (1995)
- Promo-Tape 1996 (1996)

### Studiová alba
- Internal Life (1996)
- Ex-Pulsion (1997)
- Growth (2000)
- Life (2004)
- The Fifth Season (2009)
- Expulsed (2013)
- Eternal Life (2021)

+ několik split nahrávek